# Девід Бекес
Девід Бекес (англ. David Backes, нар. 1 травня 1984, Міннеаполіс) — американський хокеїст, центральний нападник клубу НХЛ «Бостон Брюїнс». Гравець збірної команди США.

## Ігрова кар'єра
Хокейну кар'єру розпочав 1999 року виступами за юніорську команду «Спрінґ-Лейк-Парк». Згодом два роки виступає за «Лінкольн Старс».
2003 року був обраний на драфті НХЛ під 62-м загальним номером командою «Сент-Луїс Блюз» та починає виступати за студентську команду Університету Міннесота. У сезоні 2005/06 дебютує в складі «Пеорія Райвермен».
19 грудня 2006 дебютує в складі «Сент-Луїс Блюз» у матчі проти «Піттсбург Пінгвінс». Вже на четвертій секунді гри заробив перше очко, зробив результативну передачу на Дуга Вейта, який відкрив рахунок в матчі 1–0, а загалом «блюзмени» виграли гру 5–2, а новачок провів на майданчику 10 хвилин ігрового часу. Ще частину сезону він провів у складі фарм-клубу «Пеорія Райвермен».
Після сезону 2007/08 Девід укладає трирічний контракт з «блюзменами» на суму $7.5 мільйонів доларів.
Після завершення кар'єри хокеїста капітана команди Кіта Ткачука Бекес був обраний новим капітаном клубу. 12 листопада 2010 року підписує новий вже п'ятирічний контракт з «Сент-Луїсом» до завершення сезону 2015/16.
1 липня 2016 Девід на правах вільного агента укладає п'ятирічний контракт з «Бостон Брюїнс».
22 листопада 2016 року «Брюїнс» досягнув мети в 20000 шайб у НХЛ з моменту дебютного сезону 1924/25 коли автором першого гола став Смокі Гарріс і автором цього голу був саме Бекес.
Через хворобу Девід пропустив початок сезону 2017/18. 29 березня 2018 він був серед претендентів на Приз Білла Мастерсона.
У фінальній серії Кубка Стенлі 2019 його нинішня команда «Бостон Брюїнс» поступилась колишній «Сент-Луїс Блюз».

## На рівні збірних
У складі національної збірної США брав участь в трьох чемпіонатах світу та двох Олімпійських турнірах, а також Кубку світу.

## Нагороди та досягнення
- Срібний призер Олімпійських ігр — 2010.
- Учасник матчу усіх зірок НХЛ — 2011.

## Статистика

### Клубні виступи
| Сезон        | Клуб                  | Ліга         | Регулярний сезон | Регулярний сезон | Регулярний сезон | Регулярний сезон | Регулярний сезон | Плей-оф | Плей-оф | Плей-оф | Плей-оф | Плей-оф |
| Сезон        | Клуб                  | Ліга         | І                | Г                | П                | О                | ШХ               | І       | Г       | П       | О       | ШХ      |
| ------------ | --------------------- | ------------ | ---------------- | ---------------- | ---------------- | ---------------- | ---------------- | ------- | ------- | ------- | ------- | ------- |
| 1999–00      | «Спрінґ-Лейк-Парк»    | ЮВШ          | 24               | 17               | 20               | 37               | —                | —       | —       | —       | —       | —       |
| 2000–01      | «Спрінґ-Лейк-Парк»    | ЮВШ          | 24               | 29               | 46               | 75               | —                | —       | —       | —       | —       | —       |
| 2001–02      | «Спрінґ-Лейк-Парк»    | ЮВШ          | 25               | 31               | 36               | 67               | —                | 2       | 1       | 1       | 2       | —       |
| 2001–02      | «Лінкольн Старс»      | ХЛСШ         | 30               | 11               | 10               | 21               | 54               | 3       | 0       | 0       | 0       | 2       |
| 2002–03      | «Лінкольн Старс»      | ХЛСШ         | 57               | 28               | 41               | 69               | 126              | 7       | 4       | 1       | 5       | 17      |
| 2003–04      | Університет Міннесота | НКАА         | 39               | 16               | 21               | 37               | 66               | —       | —       | —       | —       | —       |
| 2004–05      | Університет Міннесота | НКАА         | 38               | 17               | 23               | 40               | 55               | —       | —       | —       | —       | —       |
| 2005–06      | Університет Міннесота | НКАА         | 38               | 13               | 29               | 42               | 91               | —       | —       | —       | —       | —       |
| 2005–06      | «Пеорія Райвермен»    | АХЛ          | 12               | 5                | 5                | 10               | 10               | 3       | 1       | 1       | 2       | 8       |
| 2006–07      | «Пеорія Райвермен»    | АХЛ          | 31               | 10               | 3                | 13               | 47               | —       | —       | —       | —       | —       |
| 2006–07      | «Сент-Луїс Блюз»      | НХЛ          | 49               | 10               | 13               | 23               | 37               | —       | —       | —       | —       | —       |
| 2007–08      | «Сент-Луїс Блюз»      | НХЛ          | 72               | 13               | 18               | 31               | 99               | —       | —       | —       | —       | —       |
| 2008–09      | «Сент-Луїс Блюз»      | НХЛ          | 82               | 31               | 23               | 54               | 165              | 4       | 1       | 2       | 3       | 10      |
| 2009–10      | «Сент-Луїс Блюз»      | НХЛ          | 79               | 17               | 31               | 48               | 106              | —       | —       | —       | —       | —       |
| 2010–11      | «Сент-Луїс Блюз»      | НХЛ          | 82               | 31               | 31               | 62               | 93               | —       | —       | —       | —       | —       |
| 2011–12      | «Сент-Луїс Блюз»      | НХЛ          | 82               | 24               | 30               | 54               | 101              | 9       | 2       | 2       | 4       | 18      |
| 2012–13      | «Сент-Луїс Блюз»      | НХЛ          | 48               | 6                | 22               | 28               | 62               | 6       | 1       | 2       | 3       | 0       |
| 2013–14      | «Сент-Луїс Блюз»      | НХЛ          | 74               | 27               | 30               | 57               | 119              | 4       | 0       | 1       | 1       | 2       |
| 2014–15      | «Сент-Луїс Блюз»      | НХЛ          | 80               | 26               | 32               | 58               | 104              | 6       | 1       | 1       | 2       | 2       |
| 2015–16      | «Сент-Луїс Блюз»      | НХЛ          | 79               | 21               | 24               | 45               | 83               | 20      | 7       | 7       | 14      | 8       |
| 2016–17      | «Бостон Брюїнс»       | НХЛ          | 74               | 17               | 21               | 38               | 69               | 6       | 1       | 3       | 4       | 2       |
| 2017–18      | «Бостон Брюїнс»       | НХЛ          | 57               | 14               | 19               | 33               | 53               | 12      | 2       | 1       | 3       | 19      |
| 2018–19      | «Бостон Брюїнс»       | НХЛ          | 70               | 7                | 13               | 20               | 31               | 15      | 2       | 3       | 5       | 2       |
| Усього в НХЛ | Усього в НХЛ          | Усього в НХЛ | 928              | 244              | 307              | 551              | 1122             | 82      | 17      | 22      | 39      | 63      |

### Збірна
| Рік                | Команда            | Турнір             | Місце              | І  | Г | П  | О  | ШХ |
| ------------------ | ------------------ | ------------------ | ------------------ | -- | - | -- | -- | -- |
| 2007               | США                | ЧС                 | 5-е                | 7  | 1 | 2  | 3  | 6  |
| 2008               | США                | ЧС                 | 6-е                | 6  | 0 | 1  | 1  | 35 |
| 2009               | США                | ЧС                 | 4-е                | 9  | 1 | 4  | 5  | 33 |
| 2010               | США                | ОІ                 | 2                  | 6  | 1 | 2  | 3  | 2  |
| 2014               | США                | ОІ                 | 4-е                | 6  | 3 | 1  | 4  | 6  |
| 2016               | США                | КС                 | 7-е                | 2  | 0 | 0  | 0  | 0  |
| Національна збірна | Національна збірна | Національна збірна | Національна збірна | 36 | 6 | 10 | 16 | 82 |